# Giuseppe Salvadego Molin
Giuseppe Salvadego Molin (Cavarzere, 4 giugno 1830 – Cavarzere, 2 maggio 1906) è stato un politico italiano, deputato alla Camera dal 1874 al 1876. È stato anche sindaco di Brescia e di Cavarzere e assessore anziano a Padova.

## Biografia
Appartenente alla nobile famiglia dei Salvadego Molin, nacque a Cavarzere il 4 giugno 1830, da Francesco Salvadego e Marianna Mainardi. Membro del comitato segreto padovano per l'emigrazione in Piemonte, negli anni cinquanta dell'Ottocento giunse a Brescia, dove partecipò alle attività anti-austriache. 
Dopo la Seconda guerra d'indipendenza, aderì politicamente al gruppo della Destra cavouriana. Nel 1869, entrò nel consiglio comunale bresciano e da questo organismo venne poi eletto assessore, facendo parte della giunta del sindaco Formentini. Quando questi si dimise per motivi di salute, il 24 novembre 1872, Salvadego divenne sindaco facente funzione, in qualità di assessore anziano. Fu poi nominato alla massima carica cittadina il 13 gennaio 1873, con Regio Decreto.
In quel periodo la città fu colpita da un'epidemia di colera, per cui la Giunta Salvadego si caratterizzò per la cura dell'igiene e della viabilità. Fece costruire nuove condutture dell'acqua potabile, conferendo l'incarico alla Società Veneta di Costruzioni.
Con il motto "Libertà e progresso", partecipò alle elezioni politiche del 1874 nel collegio elettorale di Brescia dove affrontò il candidato della sinistra locale Giuseppe Zanardelli. Al primo turno, Salvadego vinse di misura ottenendo 529 voti contro i 528 dell'avversario, mentre al ballottaggio ottenne un risultato più ampio e venne eletto deputato. Durante la sua breve esperienza alla Camera si contraddistinse per alcune iniziative a favore della costituzione di un patronato per i carcerati.
Nel 1878 tornò a Cavarzere dove aveva ereditato vaste proprietà della famiglia. Fu sindaco della cittadina e consigliere provinciale a Venezia. Per un breve periodo, fu anche assessore anziano nella giunta comunale di Padova.